# Hawker Nimrod
Hawker Nimrod là một loại máy bay tiêm kích hai tầng cánh một chỗ, một động cơ của Anh, nó được trang bị cho các tàu sân bay của Hải quân Anh. Nimrod được hãng Hawker Aircraft chế tạo vào đầu thập niên 1930.

## Biến thể

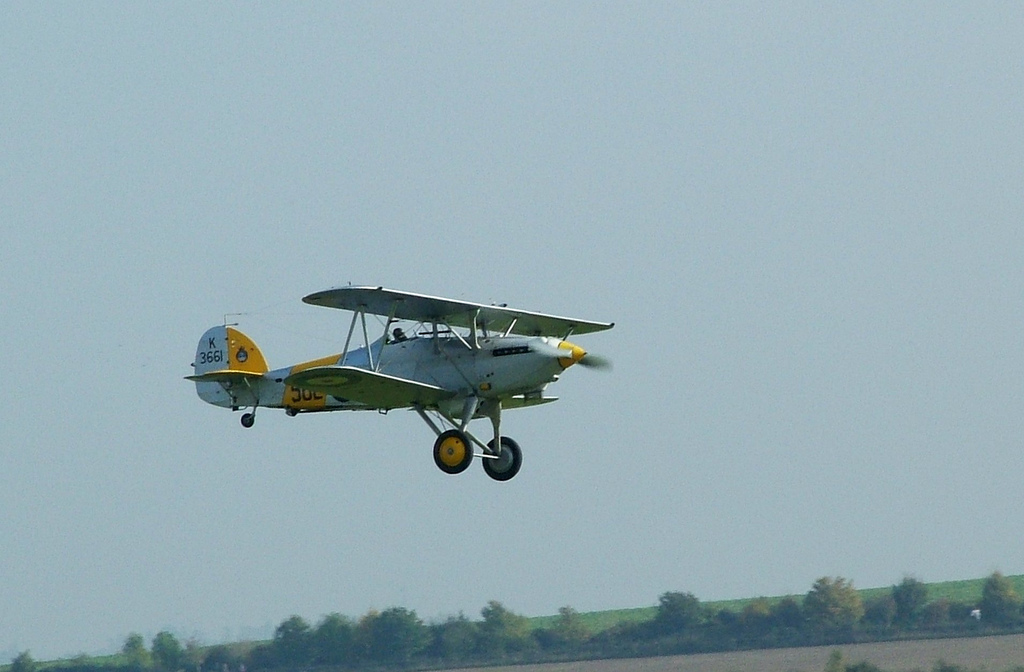
Nimrod II K3661 năm 2007

Nimrod I
FAA: lắp động cơ 477 hp (356 kW) Rolls-Royce Kestrel IIMS; 57 chiếc.
Nimrod II
FAA: lắp động cơ 608 hp (453 kW) Rolls-Royce Kestrel IIS hoặc VFp; 30 chiếc.
Danish Nimrod
Lắp động cơ Rolls-Royce Kestrel IIIS; 2 chiếc xuất khẩu cho Đan Mạch.
Nimrodderne
Tiêm kích một chỗ cho Hải quân Hoàng gia Đan Mạch; Đan Mạch chế tạo 10 chiếc.
AXH1
Hawker Nimrod I cung cấp cho Không lực Hải quân Đế quốc Nhật Bản để đánh giá năm 1934.

## Quốc gia sử dụng
Đan Mạch

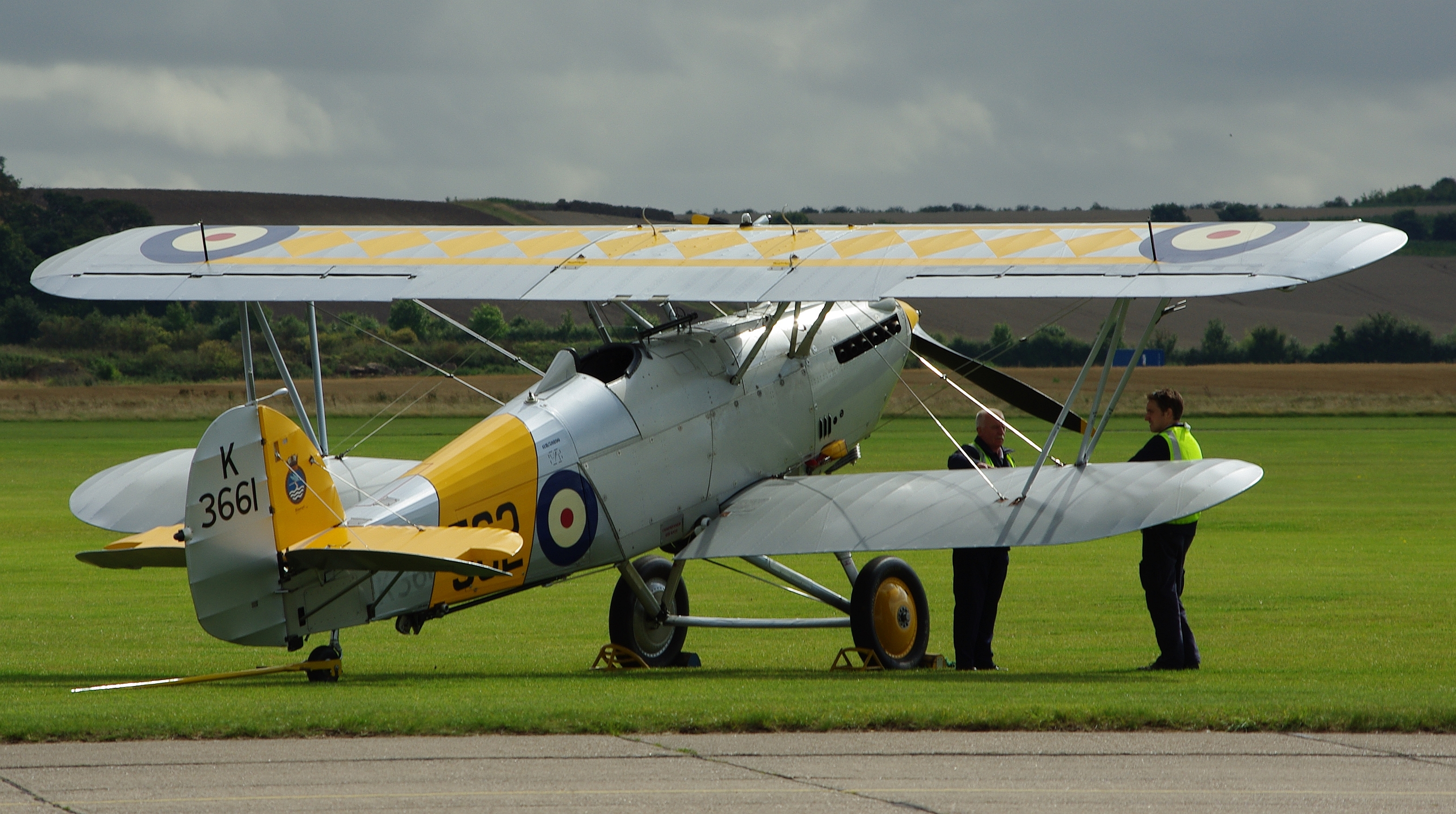
Nimrod II tại triển lãm kỷ niệm 90 năm Duxford năm 2008

- Marinens Flyvevæsen (Không quân Hải quân Hoàng gia Đan Mạch) mua 2 chiếc gọi là Nimrødderne. 10 nữa được chế tạo tại Đan Mạch theo giấy phép giai đoạn 1934-35 tại Orlogsværftet; được gọi là L.B.V (Landbased Biplane 5).

 Nhật Bản
- Không lực Hải quân Đế quốc Nhật Bản nhận 1 chiếc, định danh là AXH.

 Bồ Đào Nha
- Không quân Bồ Đào Nha có 1 chiếc.

 Anh Quốc
- Không quân Hải quân Hoàng gia (FAA)
  - Phi đoàn số 713 RAF
  - Phi đoàn số 759 RAF
  - Phi đoàn số 780 RAF
  - Phi đoàn số 781 RAF
  - Phi đoàn số 800 RAF
  - Phi đoàn số 801 RAF
  - Phi đoàn số 802 RAF
  - Phi đoàn số 803 RAF
  - Phi đội 404 (thủy phi cơ)
  - Phi đội 408 (thủy phi cơ)
  - Trường huấn luyện phi công số 1 RAF

## Tính năng kỹ chiến thuật (Nimrod Mk.II)
Holmes, 2005. p. 89.

### Đặc điểm riêng
- Tổ lái: 1
- Chiều dài: 26 ft 6 in (8,09 m)
- Sải cánh: 33 ft 7 in (10,23 m)
- Chiều cao: 9 ft 10 in (3,00 m)
- Diện tích cánh: 300 ft² (27,96 m²)
- Trọng lượng rỗng: 3.110 lb (1.413 kg)
- Trọng lượng cất cánh tối đa: 4.050 lb (1.841 kg)
- Động cơ: 1 × Rolls-Royce Kestrel VFP, 525 hp (391 kW)

### Hiệu suất bay
- Vận tốc cực đại: 168 kn (194 mph, 311 km/h)
- Tầm bay: 265 nmi (305 mi, 488 km)
- Trần bay: 28.000 ft (8.535 m)

### Vũ khí
- 2 khẩu súng máy cố định phía trước.303 in (7,7 mm)
- 4 quả bom 20 lb (9 kg)